# Saint-Martin-de-Boubaux
Saint-Martin-de-Boubaux là một xã ở tỉnh Lozère trong vùng Occitanie, phía nam nước Pháp.